# Miniancora allisoniensis
Miniancora allisoniensis är en svampart som beskrevs av Marvanová & Bärl. 1989. Miniancora allisoniensis ingår i släktet Miniancora, divisionen sporsäcksvampar och riket svampar.   Inga underarter finns listade i Catalogue of Life.